# 10 Dywizjon Artylerii Konnej (austro-węgierski)
Dywizjon Artylerii Konnej Nr 10 (niem. Reitende Artillerie Division Nr 10 – oddział artylerii konnej Cesarskiej i Królewskiej Armii.

## Historia
Dywizjon stacjonował w garnizonie Jarosław. Wraz z 5 i 14 Brygadą Kawalerii wchodził w skład 6 Dywizji Kawalerii.

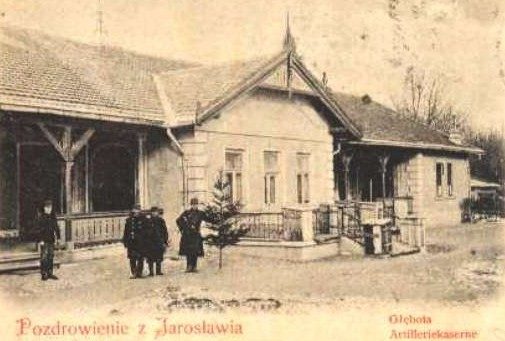
Koszary dywizjonu

## Skład
- Dowództwo
- 3 x baterie po 4 armaty 8 cm FK M.5.

Skład narodowościowy w 1914:
57% Polacy, 36% Ukraińcy, 7% inni.

## Żołnierze
Komendanci dywizjonu i pułku
- ppłk Franz Gross (1914)
- mjr Erwin Mehlem (1918)

Oficerowie
- tyt. kpt. Gustaw Przychocki